# حجرة القضاء
حجرة القضاء هي قرية صغيرة تقع في أعالي جبال الريف شمالي المغرب في إقليم الدريوش جماعة تسافت، وهي تابعة لقبيلة آيت توزين ولها تاريخ مميز. تقع في قاسطا عند ملتقى الطرق المؤدية إلى كل من مدينة الناظور والحسيمة وتازة. تتميز بهوائها النقي وجبالها الشامخة التي تحيط بالمنطقة. تبعد عن مدينة الناظور حوالي 100 كم، وعن الحسيمة حوالي 60 كم وعن تازة حوالي 100 كم. أقرب المطارات إليها هو مطار الناظور العروي الذي يبعد عنها  80 كم ومطار الحسيمة الذي يبعد 50 كم.

## دواوير القرية
- امزيرن
- اقشارن
- ابرعاف
- اوحشين
- ابوتسميتن
- ابويوزاتن
- ازولال
- ابارودين
- احموشن